# Servio Fulvio Petino Nobilior
Servio Fulvio Petino Nobilior (en latín, Servius Fulvius Paetinus Nobilior) fue cónsul en el año 255 a. C., con Marco Emilio Paulo a mediados de la primera guerra púnica. 

## Carrera política
En el comienzo de este año Marco Atilio Régulo había sido derrotado en África por los cartagineses, y los restos de su ejército estaban sitiados en Clypea (Aspis). Tan pronto como el Senado oyó hablar de este desastre, envió a los dos cónsules con una flota de al menos tres centenares de barcos, para rescatar a los sobrevivientes. Después de dejar Cossura, los romanos se encontraron con la flota cartaginesa, cerca del promontorio de Hermaean, y obtuvieron una victoria brillante. Las pérdidas de los cartagineses fueron muy grandes, aunque los números de ellos se recogen de manera diferente, y están evidentemente corruptas en Polibio.
Después de esta victoria, los cónsules llegaron a Clypea, pero no permanecieron mucho tiempo en África a causa de la completa falta de provisiones. Cerca del solsticio de verano, en el mes de julio, cuando los romanos regresaban a casa, los pilotos les advirtieron evitar la costa sur de Sicilia, debido a que los vientos violentos del sur y suroeste de la costa hacen muy peligrosa la navegación en esa época del año. Los cónsules, sin embargo, hicieron caso omiso de la advertencia, y aguas afuera de Camarina fueron sorprendidos por una terrible tormenta, que destruyó casi toda la flota, y esparció por la costa de Camarina a cabo Pachynus con restos de naufragios y cadáveres. Ambos cónsules, sin embargo, escaparon, y celebraron un triunfo como procónsules en el año siguiente.
Nobilior es el nombre de una familia de la gens plebeya Fulvia. Esta familia se llamaba originalmente Petino y el nombre de Nobilior parece haber sido asumido por primera vez por el cónsul Servio Fulvio, para indicar que era más noble que cualquier otro de este nombre. Sus descendientes dejaron de usar el nombre de Petino y conservaron sólo el de Nobilior.[cita requerida]